# Clausena henryi
Clausena henryi là một loài thực vật có hoa trong họ Cửu lý hương. Loài này được (Swingle) C.C.Huang mô tả khoa học đầu tiên năm 1959.